# Helene Strange
Helene Strange (født Lene Dorthea Pedersen den 26. september 1874 i Ovstrup, Eskilstrup Sogn på Midtfalster, død 6. august 1943 i Nørre Alslev) var en dansk forfatter og folkemindesamler.

## Liv
Helene Strange voksede op på Falster. Hun tog navneforandring til Strange, hvilket blev tilføjet i kirkebogen i 1905. Hun var datter af gårdejer Anders Pedersen og Karen Cathrine Jensen Prier.
Hun samlede folkeminder og udgav et stort antal avis- og tidsskriftartikler om folkeminder, lokal- og kulturhistorie.

## Karriere
I flere år havde hun tillidsposter i Det Radikale Venstre, Lolland-Falsters Venstreblad og Lolland-Falsters lokalhistoriske Samfund. Hun anlagde i 1926 anlægget Nørre Vedby Møllebanke på Nordfalster med det formål at afholde friluftsmøder, dilettantteater osv. Møllebanken er i dag en mindepark for Strange.
I 1903 debuterede hun under pseudonymet En Bondepige med romanen Menneskelighed og Hellighed, men hun er særligt kendt for de store slægtsromaner Priergaardsslægten, 1922-23, Inger Prier, 1923-24, og ottebindsværket om Sværkeslægten, 1929-41. I romanerne spiller kulturhistorien, med skildringer af skikke, madlavning osv, en stor rolle.
Strange forblev ugift. Hun blev begravet på kirkegården ved Nørre Vedby Kirke den 10. august 1943.

## Bøger
- Oluf Ruder (1910)
- Skærlunde Kro (1912)
- Priergaardsslægten (1922-1923)
- Inger Prier (1923-1924)
- Jomfru Mossin (1925)
- Søren Sværke (1929)
- I Fædrenes Spor (1931)
- Slægtens Arv (1934)
- Rodbundne (1936)
- Under Familieloven (1938)
- Ad Pligtens Vej (1939)
- Tro i Liv og Død (1940)
- Den sidste Sværke (1941)